# Фиона (ураган)
Ураган «Фиона» (англ. Hurricane Fiona) — крупный, мощный и разрушительный атлантический ураган 4-й категории, который был самым дорогостоящим и интенсивным тропическим циклоном, обрушившимся на Канаду за всю историю наблюдений. Это был шестой именованный шторм, третий ураган и первый крупный ураган сезона атлантических ураганов 2022 года.
Фиона развилась из тропической волны, которая возникла в Западной Африке, прежде чем превратиться в тропическую депрессию к востоку от Подветренных островов 14 сентября. Хотя под влиянием умеренного или сильного сдвига ветра система смогла усилиться, превратившись в тропический шторм Фиона позже в тот же день. 16 сентября Фиона прошла над Гваделупой и вошла в Карибское море, где атмосферные условия улучшились, и усилилась до урагана, приблизившись к Пуэрто-Рико два дня спустя. Через несколько часов глаз Фионы обрушился на юго-западное побережье Пуэрто-Рико, недалеко от Пунта-Токон, между муниципалитетами Лахас и Кабо-Рохо. Вскоре после этого ураган обрушился на Доминиканскую Республику, а затем усилился до первого крупного урагана сезона. По мере того, как шторм медленно перемещался через Теркс и Кайкос, он продолжал усиливаться и достиг статуса 4-й категории на следующий день, при этом ускоряясь на север. Шторм достиг пика 1-минутных устойчивых ветров 140 миль/ч (220 км/ч) и минимального давления 931 мбар (27,49 дюймов рт. ст.). Пройдя Бермудские острова и ослабев до интенсивности 3 категории, Фиона быстро перешла в большой и мощный внетропический циклон и обрушилась на Новую Шотландию с устойчивыми ветрами 100 миль/ч (155 км/ч) рано утром 24 сентября. Затем посттропическая Фиона быстро ослабла, двигаясь через Залив Святого Лаврентия и над юго-восточным полуостровом Лабрадор. Затем остатки рассеялись над морем Лабрадор около юго-западного побережья Гренландии 27 сентября.
Гваделупа выпало почти рекордное количество осадков, оставив 40% населения без воды на несколько дней. Пуэрто-Рико пострадало от сильнейшего наводнения со времен урагана Мария 2017 года, и произошло отключение электроэнергии по всему острову. Треть населения территории осталась без воды, и по меньшей мере 25 человек погибли. В Доминиканской Республике и на островах Теркс и Кайкос острова подверглись сильным ливням и ветрам, вызвав наводнения и отключения электроэнергии. Фиона был самым сильным циклоном, обрушившимся на сушу в Канаде, исходя из атмосферного давления, и был одним из самых дождливых, когда-либо зарегистрированных в стране.